# Concilio Lateranense (649)
Il concilio Lateranense fu tenuto dal 5 all'31 ottobre 649 nella Basilica lateranense sotto la presidenza di Papa Martino I.

## Storia
Il concilio, causato dal conflitto che opponeva Costante II alla Chiesa di Roma in merito all'eresia monotelita, si riunì nella chiesa del Laterano e vi presero parte 105 vescovi (principalmente provenienti da Italia, Sicilia e Sardegna, più alcuni dall'Africa e da altre aree), si svolse in cinque sessioni, dette secretarii, dal 5 ottobre al 31 ottobre 649. Il sinodo produsse venti canoni di condanna dell'eresia monotelita, dei suoi autori, e degli scritti che questa aveva promulgato. Nella condanna erano incluse non solo le Ectesi, ovvero le esposizioni di fede del patriarca Sergio I, delle quali si era fatto sostenitore l'imperatore Eraclio, ma anche il Tipo del patriarca Paolo II (641-653) - successore di Pirro I (638-641), successore di Sergio - che godeva del supporto dell'imperatore regnante; inoltre «sancì l'esistenza in Cristo di due volontà e di due capacità operative». Anche se il concilio si opponeva agli atti imperiali si ebbe «cura di usare espressioni del più grande rispetto verso le persone degli imperatori e di contenere il dissenso nell'ambito più spiccatamente religioso».

## Elenco dei vescovi
Al concilio furono presenti, oltre al papa, 105 vescovi. Il seguente elenco è quello che appare nella prima sessione conciliare, secondo l'edizione critica edita da Rudolf Riedinger nel 1984.
1. Papa Martino I
2. Massimo di Aquileia
3. Deusdedit di Cagliari
4. Mauro di Ravenna[3]
5. Sergio di Tempsa
6. Reparato di Manturiano
7. Epifanio di Albano
8. Benedetto di Ajaccio[4]
9. Giuliano di Orte
10. Papinio di Vibona
11. Massimo di Pesaro
12. Luciano di Lentini
13. Viatore di Ortona
14. Bonito di Formia
15. Maggiorano di Preneste
16. Germano di Numana
17. Lorenzo di Perugia
18. Caroso di Faleri
19. Marciano Bevagna
20. Barbato di Sutri
21. Calunnioso di Alesa
22. Pellegrino di Messina
23. Romano di Cirella
24. Crescente di Locri
25. Felice di Agrigento
26. Marcellino di Chiusi

1. Geminiano di Volterra
2. Mariniano di Populonia
3. Luminoso di Tifernum Tiberinum
4. Potentino di Velletri
5. Mauro di Tuscania
6. Martino di Gabi
7. Adeodato di Spoleto
8. Giovanni di Paestum
9. Gaudioso di Rieti
10. Lorenzo di Tauriana
11. Giovanni di Tropea
12. Luminoso di Salerno
13. Sabbazio di Bussento
14. Giovanni di Taranto
15. Ruffino di Siponto
16. Adeodato di Amelia
17. Gaudioso di Capua
18. Adeodato di Ferentino
19. Mauro di Senigallia
20. Mauroso di Ancona
21. Bono di Ficocle
22. Fortunato di Osimo
23. Tommaso di Luni
24. Bonito di Ferento-Polimarzio
25. Massimo di Triocala
26. Pasquale di Blanda
27. Luminoso dei Marsi

1. Glorioso di Camerino
2. Decorato di Tivoli
3. Amabile di Ostia
4. Albino di Porto
5. Palombo di Fondi
6. Teodosio di Cotrone
7. Scolastico di Fano
8. Elia di Lilibeo
9. Aquilino di Assisi
10. Eusebio di Atella
11. Martino di Centocelle
12. Iuventino di Stabia
13. Mauro di Siena
14. Leto di Lucca
15. Teodoro di Roselle
16. Andrea di Otranto
17. Giusto di Taormina
18. Felice di Palermo
19. Lorenzo di Todi
20. Giovanni di Carini
21. Albino di Segni
22. Agostino di Squillace
23. Giovanni di Reggio
24. Barbato di Cuma
25. Felice di Terracina
26. Opportuno di Anagni

1. Firmino di Blera
2. Gioviano di Fermo
3. Anastasio di Narni
4. Teodoro di Tindari
5. Sapienzio di Nomento
6. Massimo di Miseno
7. Grazioso di Nepi
8. Leonzio di Napoli
9. Pasquale di Termini
10. Opportuno di Pisa
11. Donato di Mariana
12. Bonoso di Aleria
13. Pellegrino di Lipari
14. Boezio di Forum Cornelii
15. Valentino di Torres
16. Luminoso di Bologna
17. Crescenzio di Forlì
18. Stefano di Forlimpopoli[5]
19. Callionisto di Adria
20. Giovanni di Sabina[6]
21. Potenzio di Pola
22. Leonzio di Faenza
23. Donato di Sarsina
24. Giovanni Unnogoritanus episcopus[7]
25. Stefano di Dora[8]
26. Giovanni Gabopolitanus episcopus[9]
27. Vittoriano di Uzali